# Frecăței (okręg Braiła)
Frecăței – wieś w Rumunii, w okręgu Braiła, w gminie Frecăței. W 2011 roku liczyła 355 mieszkańców.